# Parnassius simo
The Black-edged Apollo Parnassius simo là một loài bướm ngày sinh sống ở vùng núi cao được tìm thấy ở Himalayas, thuộc họ Papilionidae.

## Dải phân bố
Kyrgyzstan, Tajikistan, các vùng núi ở Pakistan, miền bắc India(Jammu & Kashmir bao gồm Sikkim), Nepal, miền tây Trung Quốc và Mông Cổ.

## Hình ảnh

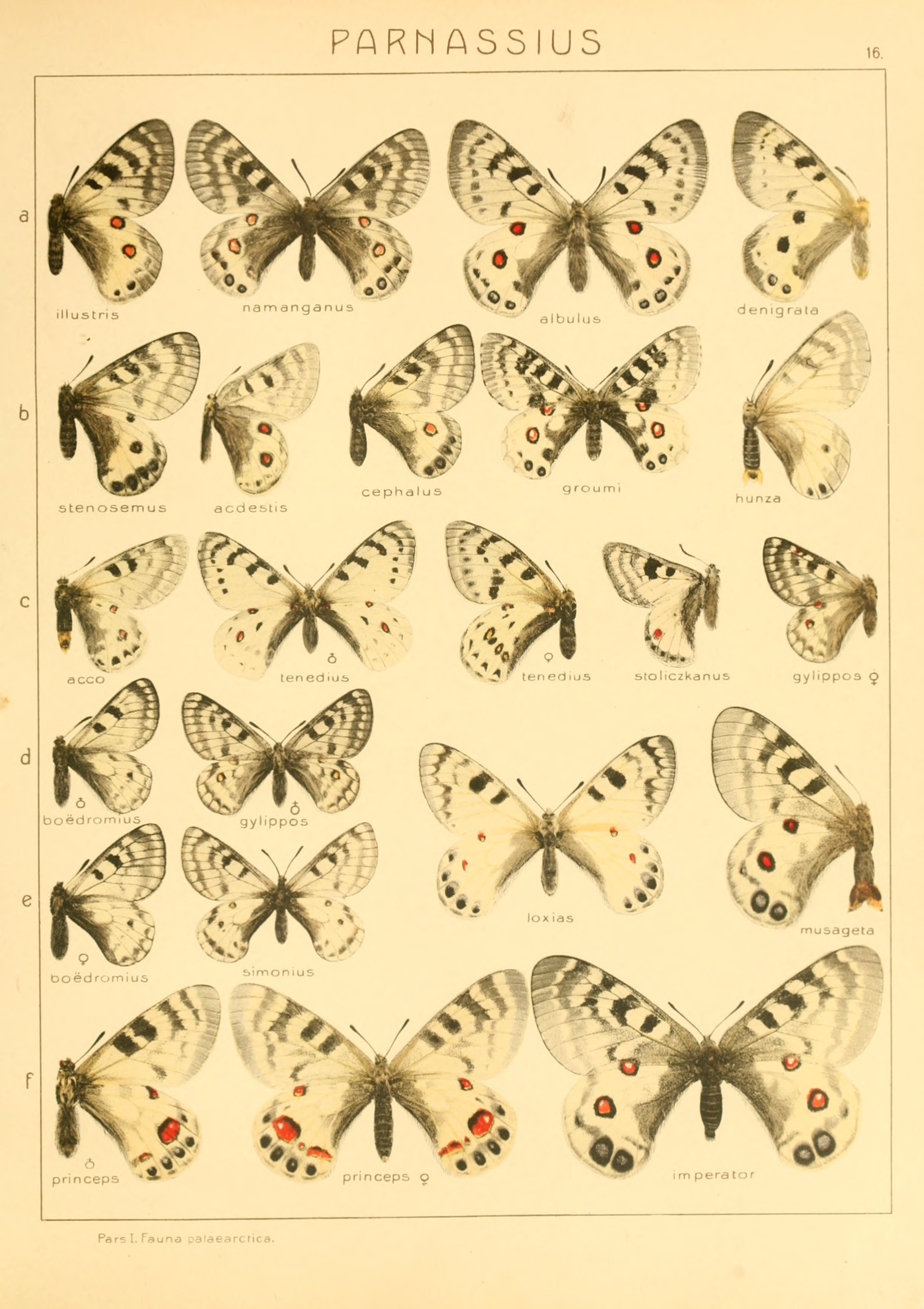

## Hiện trạng
Không bị đe dọa.

## Other chú thích
- Evans, W.H., (1932) The Identification of Indian Butterflies (2nd Ed), Bombay Natural History Society, Mumbai, India
- Haribal, Meena., (1992) The Butterflies of Sikkim Himalaya.Sikkim Nature Conservation Foundation, Gangtok
- Sakai S., Inaoka S., Toshiaki A., Yamaguchi S., Watanabe Y., (2002) The Parnassiology. The Parnassius Butterflies, A Study in Evolution, Kodansha, Japan. ISBN ngày 4 tháng 6 năm 124051-X
- Weiss Jean-Claude, (1999) Parnassiinae of the World, Hillside Books, Canterbury, UK. ISBN 0-9532240-2-3, OCLC 41072974